# Zaragoza Foot-Ball Club (1921)
El Zaragoza Foot-Ball Club fue un club de fútbol español de la ciudad de Zaragoza, en Aragón. Fundado en 1921, tres años después, en 1924, absorbe al Club Deportivo Fuenclara, adoptando su indumentaria cuatribarrada. En 1925 se fusiona con la Real Sociedad Atlética Stadium para dar origen al Real Zaragoza Club Deportivo.

## Historia
En el año 1921, Don Ricardo Arribas, estudiante de medicina, decidió formar un equipo de fútbol junto con otros compañeros de su facultad, un deporte incipiente y con muy poco calado aún la ciudad. Sin embargo, en 1903 ya se había dado el primer paso en la práctica de este deporte con un modesto equipo, llamado igualmente Zaragoza Foot-Ball Club, cuyo nombre heredó el equipo de Arribas.
En 1922, junto con otros clubes aragoneses y sorianos, fueron partícipes de la fundación de su federación regional, la Federación Aragonesa de Fútbol.
En el año 1924, la entidad absorbe al Club Deportivo Fuenclara zaragozano, del cual adoptó su indumentaria, razón por la que cambió su camisa roja a blanca y roja cuatribarrada, como fruto del acuerdo. Sin embargo, el Zaragoza siguió conservando su escudo.
En 1925, la Real Sociedad Atlética Stadium y el Zaragoza Foot-Ball Club deciden fusionarse para formar el Real Zaragoza Club Deportivo, que de nuevo vistió de rojo y cuyos jugadores y aficionados también eran conocidos como tomates, en busca de acabar con la hegemonía del Iberia Sport Club, los avispas.

## Uniforme
El Zaragoza Foot-Ball Club de 1921 vestía con camisa en cuerpo rojo, de puños y cuello amarillo, pantaloneta blanca y calzas negras. Tras la absorción del Club Deportivo Fuenclara, su camiseta dejó de ser la original para adoptar la de este, a franjas blancas y rojas verticales.
| 1921-1924 Uniforme original | 1924-1925 Uniforme posterior |  |